# Microstachys heterodoxa
Microstachys heterodoxa är en törelväxtart som först beskrevs av Johannes Müller Argoviensis, och fick sitt nu gällande namn av Hans-Joachim Esser. Microstachys heterodoxa ingår i släktet Microstachys och familjen törelväxter. Inga underarter finns listade i Catalogue of Life.